# Chacocultuur
De Chacocultuur of Chaco Canyoncultuur is een lokale uitdrukking van de pueblocultuur in het gebied van de Chaco Canyon, een grote vallei die behoort tot het stroomgebied van de bovenste San Juan-rivier in de Amerikaanse staat New Mexico. De Chaco Canyon maakt deel uit van het Nationaal Historisch Park van de Chacocultuur, dat in 1987 tot Werelderfgoed werd verklaard.

## Onderzoeksgeschiedenis
De eerste vermeldingen van ruïnes in de Chaco Canyon kwamen van toevallige bezoekers. De eerste was waarschijnlijk de handelaar Josiah Gregg, die verslag deed van Pueblo Bonito. In 1849 kwam een militaire patrouille de kloof binnen en voerde de eerste metingen uit. Wetenschappelijk onderzoek begon in 1896 door een expeditie van het American Museum of Natural History, die begon met opgravingen in Pueblo Bonito. In 1901 probeerde Richard Wetherill, die uit een invloedrijke boerenfamilie in Colorado kwam en verschillende Anasazi-ruïnes ontdekte en exploiteerde, onder de Homestead Act tevergeefs een deel van de kloof te verwerven, waar hij leefde tot aan zijn gewelddadige dood in 1910.
Om de ruïnes van Chaco Canyon te beschermen, werd op 11 maart 1907 het Chaco Canyon National Monument opgericht (een uitbreiding volgde in 1980). Verdere expedities werden van 1920 tot 1929 uitgevoerd door de National Geographic Society, opnieuw in Pueblo Bonito. Een van de belangrijkste verrichtingen van de expeditie was het uitvoeren van houtringdatering. Deze procedure bewees dat de meeste van de talrijke houten balken, goed bewaard gebleven vanwege het droge klimaat, tussen 1033 en 1092 waren gekapt.

## Cultuurontwikkeling
In de Pueblo I-fase  (700 tot 900)  was er een grotere bevolkingsgroei in het gebied van de Chaco Canyon. De veelal nog kleine nederzettingen bestonden uit een groot aantal kamers. De nederzettingen bestonden uit rechte, noord-zuid uitgelijnde rijen van tweevoudige complexen van onderling verbonden bovengrondse kamers. Hiernaast bevonden zich de werkplaatsen, evenals de openbare ruimtes met verzonken kiva's die zich afgezonderd ten oosten van de woongebouwen bevonden. De kiva's bezaten allemaal dezelfde kenmerkende delen zoals een verdiept, met stenen bekleed vuurgat, ventilatieschacht en verticaal windscherm voor de vuurkuil, banken aan de ronde wanden en vier dakbalken.
In de volgende fase, Pueblo II (na 900) verschenen op drie locaties (Una Vida, Peñasco Blanco en Pueblo Bonito) de eerste gebouwen met meerdere verdiepingen.
Vanuit de kleine nederzettingen ontwikkelden zich vanaf het jaar 1000 snel de grote pueblos. Bouwwerken met meerdere verdiepingen verschenen nu op een groot aantal locaties. Al deze nederzettingen waren min of meer strikt gepland volgens eenzelfde basispatroon. Dit was de tijd van de opmerkelijke en in veel opzichten raadselachtige climax van de Chaco Canyon-vorm van de pueblocultuur.
De voedselsituatie veranderde per gebied anders. Aan de bovenloop van de San Juan-rivier duiden een afname van het aantal vondsten van maalstenen en een toename van steek- en snijwerktuigen op een verschuiving van landbouw naar de jacht. Dit lijkt veroorzaakt door een verslechtering van de klimatologische omstandigheden voor de plantenteelt. In ieder geval werden de nederzettingen hier na 1050 verlaten. In de naburige Mesa Verde lagen de kleinere nederzettingen verder uit elkaar, een duidelijk teken van een afnemende bevolking. Dit proces kan  men echter niet overal vaststellen. In de regio Mesa Verde ziet men namelijk ook dat de nederzettingen zich naar minder gunstige gebieden verspreidden, zodat ook daar voorwaarden voor landbouw aanwezig moeten zijn geweest. Met de behoefte aan intensievere landbouw kwam ook een uitbreiding van de irrigatiesystemen, inclusief waterkelders in de nederzettingen.

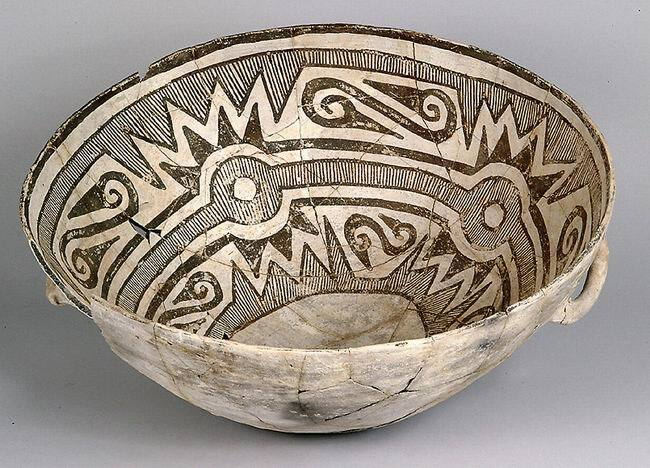
karakteristiek Chaco-aardewerk

Het aardewerk omvat gebruikskeramiek met omtreksbanden en later geruwd over het gehele oppervlak. Vaak komt een zwarte decoratie op een witte sliblaag voor, maar ook andere combinaties zoals zwart op rood of oranje, en polychroom aardewerk. Het oostelijke grensgebied van de pueblocultuur in het gebied van de bovenloop van de Rio Grande was in deze fase weinig bevolkt.
Tussen 1020 en 1120 stond de Chaco Canyon op het hoogtepunt van haar culturele ontwikkeling. Deze kenmerkte zich door een veelvoud aan grote en nog meer kleinere nederzettingen, waaruit men kan concluderen dat de bevolking in de canyon zich tussen 1025 en 1075 verdubbelde.

### Grote nederzettingen

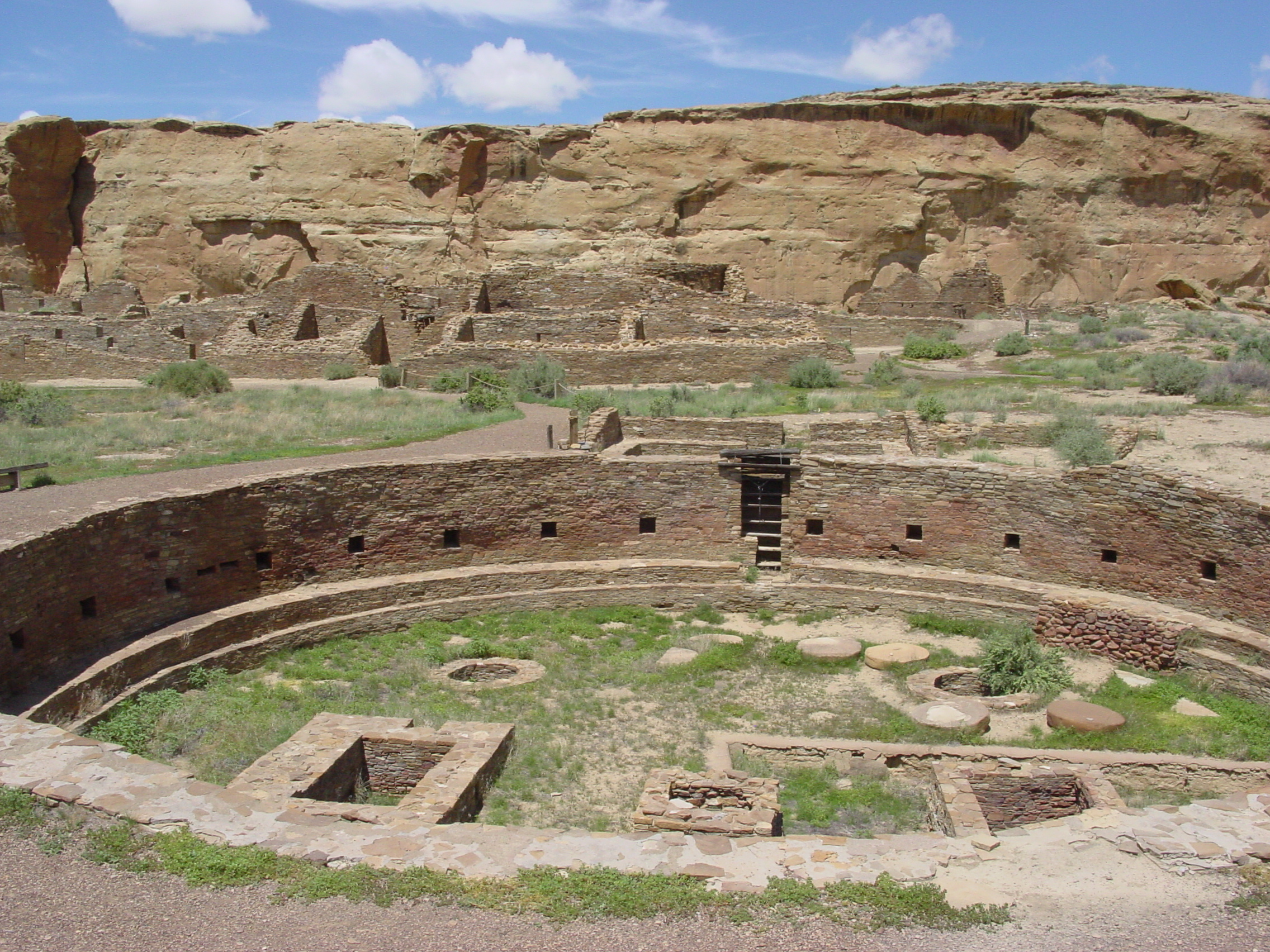
grote kiva van Chetro Ketl

De grote nederzettingen zijn grotendeels volgens eenzelfde basisschema gebouwd. Ze bezetten een rechthoekige basis, waarbij een of meer zijden een convexe curve vormen. Drie zijden worden ingenomen door meerdere rijen kamers met meerdere verdiepingen, waarbij de middelste en meest ontwikkelde zich meestal aan de noordzijde bevindt. De vierde zijde bestaat uit een lage rij kamers. Hierdoor blijft er een vrije ruimte over die een of meer grote kiva's bevat. De pueblo is naar buiten toe afgesloten met een gladde muur. De metseltechniek is ingewikkeld: de muurkern bestond uit platte stenen die in een dik mortelbed werden gezet zodat ze slechts aan één kant van de muur de buitenkant bereikten. Binnen in de muur overlapten ze met de stenen die zich vanaf de andere kant van de muur strekten. Dankzij dit overlappende systeem hielden de stenen elkaar op hun plaats. Voor deze dragende muurkern werd aan beide zijden een bekleding van  hardstenen metselwerk aangebracht. De stenen werden niet zomaar in horizontale rijen geplaatst, maar vormden decoratieve vormen. Desalniettemin werd dit muuroppervlak vervolgens bedekt met stucwerk.
De kleine kiva's waren bedekt met houten balkenplafonds. Zoals voor vele andere constructies waarin grote houten balken werden gebruikt, moest het hout over grote afstanden worden aangevoerd. Afzonderlijke delen van de grote pueblos werden in één werkfase gebouwd door een goed georganiseerde inzet van geschoolde arbeiders.
De gemiddelde nederzetting omvatte meer dan 200 kamers op minstens 4 verdiepingen. De grootste, Pueblo Bonito, bezat tot 5 verdiepingen met ongeveer 800 kamers, de tweede grootste, Chetro Ketl, 500 en de derde, Pueblo del Arroyo, nog 285 kamers. Naar men meent werden de meeste van deze kamers niet gebruikt voor bewoning, maar als opslagruimte of voor het uitvoeren van bepaalde gespecialiseerde activiteiten: slechts een klein deel van de kamers werd tot op zekere hoogte bereikt door daglicht. Het bevolkingsaantal van deze nederzettingen was dan ook niet bijzonder groot. Er wordt geschat dat Pueblo Bonito iets minder dan 3000 mensen telde.
De grote kiva's zijn bijzonder onderscheidende architectonische elementen. Ze bereiken een diameter van bijna 20 meter en moeten dus plaats hebben geboden aan een groot aantal mensen. Ze hebben een speciale voorkamer, van waaruit een trap met stenen muren naar de eigenlijke kiva leidde. Langs de ronde muren liepen brede banken. In het midden van het omsloten cirkelvormige binnengebied bevond zich een bakstenen vuurplaats. De functie van gemetselde ronde en rechthoekige uitsparingen is moeilijk te begrijpen. De vaak gevonden muurnissen achter de omringende bank kunnen slechts worden geïnterpreteerd vanuit een enkele vondst: in Chetro Ketl waren ze afgesloten en bevatten ze sieraden met kralen van steen en schelpen.
Volgens archeologische vondsten woonden er beduidend minder mensen in de grote huizen dan nodig waren om ze te bouwen. De ruimtes die niet voor bewoning werden gebruikt, dienden waarschijnlijk als opslag. In de grote complexen bevonden zich geen maalstenen, en de slechts weinig voorkomende haardplaatsen bevonden zich in speciale ruimtes  geschikt voor massaproductie van voedsel. Hieruit kan worden geconcludeerd dat slechts een deel van de gehele bevolking daadwerkelijk in de grote huizen woonde, een indicatie van een gelaagde samenleving. Deze stratificatie wordt ook ondersteund door het zeldzame voorkomen van grote kiva's in de directe omgeving van de canyon, terwijl ze vaak voorkomen in de Chaco Canyon zelf en verrassend genoeg op grotere afstanden.
De tijd van de Chacocultuur wordt beschreven als vredig, in tegenstelling tot de eeuwen ervoor. Pas tegen het einde, in de 12e eeuw, waren er tekenen van sociaal aanvaarde gewelddaden tegen kleinere of grotere aantallen mensen, maar deze hadden niets te maken met oorlogszuchtige omstandigheden. De verzorging van de opvallend dichte bevolking maakte intensiveringsmaatregelen noodzakelijk. Kunstmatige irrigatie speelde hierbij een belangrijke rol. In de Chaco Canyon werd echter geen irrigatie uitgevoerd door kanalen afgetakt van de grote waterlopen zoals de Chaco Wash, maar er werden verschillende ontwikkelde varianten van irrigatie met waterkelders gebruikt. Deze methode was vooral geschikt in de steile valleien van de kloof omdat de grotendeels kale rots het regenwater onmiddellijk liet wegvloeien. Deze oppervlakteafvoer werd door dammen opgevangen en met kanalen naar verzamelbekkens geleid, van waaruit het water naar de velden werd gedistribueerd. Desalniettemin valt op dat de irrigeerbare velden in de Chaco Canyon, die nog duidelijk aantoonbaar zijn, te klein waren om de bevolking te bevoorraden. Dit betekent dat een beslissende bijdrage aan het voeden van de nederzettingen in de Chaco Canyon van elders geleverd moest worden.
De grote huizen dienden ook als productiefaciliteiten voor de verwerking van turkoois, afkomstig van afgelegen mijnen in de omgeving van Santa Fe. Er wordt aangenomen dat de aanzienlijke hoeveelheden turkoois die in Meso-Amerika werden gebruikt, afkomstig waren uit het Chaco Canyon-gebied. De handelsbetrekkingen met Meso-Amerika worden ook bewezen door de vondsten van koperen klokken uit westelijk Meso-Amerika.

### Kleine nederzettingen
De kleine nederzettingen lijken op de oudere dorpsnederzettingen en zetten blijkbaar een oudere traditie voort. Ze bezaten geen gebouwen met meerdere verdiepingen, en de constructies die daar bestaan, zijn kennelijk niet gebouwd volgens een algemeen plan, maar ontstaan uit de geleidelijke toevoeging van individuele kamers. De muren zijn meestal onregelmatig, de kamers klein en laag. De pleinen voor de gebouwen zijn niet afgesloten naar buiten. Grote kiva's, zo kenmerkend voor de grote pueblos, zijn afwezig. Het lijkt dat verschillende kleine nederzettingen een grote kiva deelden. Kiva's met meerdere verdiepingen ontbreken ook. Hetzelfde geldt voor de verschillende karakteristieke luxe objecten van de Chaco Canyon, zoals keramische wierookbranders, aardewerk met menselijke figuren, koperen bellen, blaasinstrumenten van zeeslakken, skeletten van papegaaien, voorwerpen van hout of schelpen afgezet met turkoois, micaschist of vergelijkbare materialen. Over het algemeen geven de kleine nederzettingen de indruk van een veel eenvoudigere manier van leven.

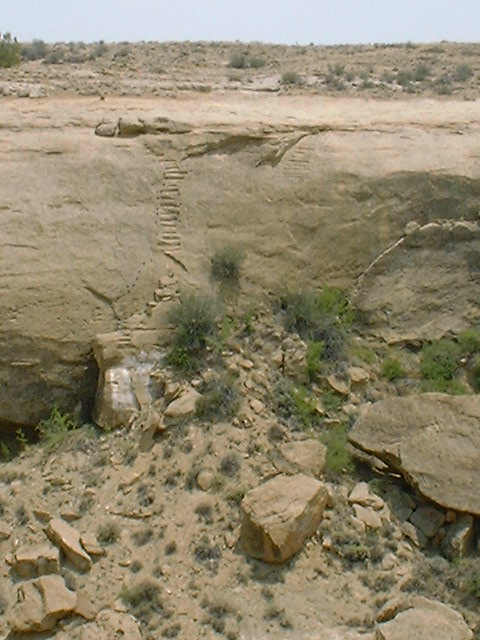
Jackson stairs

Een bijzonder opvallend kenmerk van de kortstondige Chacocultuur zijn de kaarsrechte verbindingswegen van wel 60, 70 kilometer lang, die de verder weg gelegen pueblos verbinden met het centrale gebied. Deze tot 9 meter brede wegen vermijden zelfs natuurlijke obstakels zoals rotsdrempels en hellingen niet, maar overwinnen ze met in de rots uitgehouwen trappen. Andere routes leidden naar gebieden die belangrijk waren voor het kweken van planten of de aanvoer van hout. Recente studies konden meer dan 400 km wegen identificeren. De vraag naar hun functie, en welke conclusies men kan trekken over de organisatie van de samenleving die nodig was om een dergelijke grote hoeveelheid  menselijke arbeid in te kunnen zetten, staat nog open.

### Afgelegen nederzettingen
De verder afgelegen nederzettingen ("Outliers"), waarvan sommige door de bovengenoemde wegen met het centrum verbonden waren, worden beschreven als zeer heterogeen, hoewel ze een aantal belangrijke dingen gemeen hebben: ze zijn, hoewel ze zich buiten de eigenlijke Chaco Canyon bevinden. hiermee verbonden door wegen en / of seinstations (ronde torenachtige constructies). Ze hebben ofwel een grote kiva of kiva's met meerdere verdiepingen en tonen dezelfde metseltechniek met stenen kern en metselwerk in hun gebouwen als de gebouwen in Chaco Canyon zelf, en bevatten ook dezelfde samenstelling van het gebruikte aardewerk. De grootste afstand van Chaco Canyon van een nederzetting die volgens deze criteria nog tot het Chacosysteem behoort, is ongeveer 80 km. De opgravingen van enkele van deze afgelegen dorpen hebben aangetoond dat hun constructie was gebaseerd op een nauwkeurig plan. Voordat de bouw begon, werd de basis gelegd voor de hele nederzetting. Planning is ook duidelijk in andere details, met het voorbeeld van Salmon Ruin aan de San Juan-rivier, ten noorden van Chaco Canyon: het compacte dorp omvatte bijna 300 kamers en werd gebouwd in drie bouwfasen tussen 1088 en 1106. De vier kamers waarin plantenzaden werden gemalen, moeten worden beschouwd als bewijs van organisatie. Elk van deze kamers bevatte 6 tot 8 maalstenen, dus moet door een groter aantal gezinnen gezamenlijk zijn gebruikt. Op een andere plek werden de maalstenen gemaakt en gestapeld.
Het zijn juist de afgelegen nederzettingen die inzicht geven in de structuur van de Chacosamenleving. Vanuit historisch perspectief werd de opname van een bepaalde regio in het Chacosysteem geïnitieerd door kleine kolonies van mensen die kennelijk vanuit de Chaco Canyon afkomstig waren. De lokale bevolking bleef vooralsnog grotendeels onberoerd. Pas in een tweede fase werden de grote buitenposten, wegen en seinstations opgericht en de culturele kenmerken van het Chacosysteem overgenomen. Maar zelfs toen bleven de buitenposten relatief geïsoleerd binnen een groot aantal kleinere, lokaal gedomineerde nederzettingen, met een verhouding van ruwweg 1 op 80. Aangenomen kan worden dat de buitenposten van het Chacosysteem de hogere, heersende klasse omvatte, die de lokale nederzettingen overheerste.  Deze aanname van een dominantie door kolonisten wordt ook ondersteund door de interne uniformiteit van de buitenpostnederzettingen, waarbinnen geen hiërarchische stratificatie van de materiële overblijfselen herkenbaar is.
Er is nog een andere functie gekoppeld aan het Chacosysteem: een herverdelingssysteem, waarmee de risico's van slechte oogsten konden worden beperkt, en met behulp waarvan alleen op bepaalde plaatsen aanwezige hulpbronnen zoals edelstenen of hout op grote schaal beschikbaar konden worden gesteld. Doorgaans worden samenlevingen met zo'n grote hoeveelheid samenwerkende, geplande en georganiseerde arbeid gezien als vorstendommen of misschien zelfs vroege staten. Maar er zijn geen aanwijzingen voor het bestaan van een heersende klasse, die hiervoor nodig zou zijn.
Een beslissende invloed uit Meso-Amerika is ook voorgesteld. Ook hier zouden handelaren - vergelijkbaar met de langeafstandshandelaren van de Azteken - een rol hebben gespeeld. Als dit inderdaad het geval was, dan waren het maar een paar mensen, en lag hun invloed wellicht meer in de culturele stimulering. Opvallend waren in dit verband vondsten van cacao in cilindrische vaten.
De Chacocultuur duurde niet erg lang; in sommige gebieden niet veel meer dan een eeuw. Tegen 1200 waren de grootste pueblos al verlaten. Als oorzaak wordt een militaire invasie vanuit het nabijgelegen Mesa Verde-gebied gezien. In ieder geval werden de dorpen van de Chacocultuur op zijn minst architectonisch aangepast aan de architecturale stijlen die gebruikelijk waren in het Mesa Verde-gebied. Kenmerkende elementen zijn naast de metseltechniek onder meer de sleutelgatvormige kiva, waarnaar de kiva op verschillende Chaco Canyon-locaties werd omgebouwd.